# Lista dos 100 maiores discos da música brasileira pela Rolling Stone Brasil
A lista dos 100 maiores discos da música brasileira foi eleita por uma votação realizada pela revista Rolling Stone Brasil e publicada em outubro de 2007.

## Eleição
A escolha dos "100 maiores" foi baseada na soma de votos de 60 estudiosos, produtores e jornalistas da cena musical brasileira. Cada um dos eleitores escolheu 20 álbuns, sem ordem de preferência, que segundo a Rolling Stone, deveria se basear por critérios como "valor artístico intrínseco e importância histórica, ou seja, quanto o álbum influenciou outros artistas."

## A lista
| Posição | Título                                     | Ano de lançamento | Artista(s) |
| ------- | ------------------------------------------ | ----------------- | --- |
| 1       | Acabou Chorare                             | 1972              | Novos Baianos                                                                                                   |
| 2       | Tropicalia ou Panis et Circencis           | 1968              | Caetano Veloso, Gilberto Gil, Gal Costa, Tom Zé, Os Mutantes, Nara Leão, Torquato Neto, Capinam, Rogério Duprat |
| 3       | Construção                                 | 1971              | Chico Buarque                                                                                                   |
| 4       | Chega de Saudade                           | 1959              | João Gilberto                                                                                                   |
| 5       | Secos & Molhados                           | 1973              | Secos & Molhados                                                                                                |
| 6       | A Tábua de Esmeralda                       | 1974              | Jorge Ben |
| 7       | Clube da Esquina                           | 1972              | Milton Nascimento & Lô Borges                                                                                   |
| 8       | Cartola                                    | 1976              | Cartola |
| 9       | Os Mutantes                                | 1968              | Os Mutantes |
| 10      | Transa                                     | 1972              | Caetano Veloso                                                                                                  |
| 11      | Elis & Tom                                 | 1974              | Elis Regina e Tom Jobim                                                                                         |
| 12      | Krig-ha, Bandolo!                          | 1973              | Raul Seixas |
| 13      | Da Lama ao Caos                            | 1994              | Chico Science & Nação Zumbi                                                                                     |
| 14      | Sobrevivendo no Inferno                    | 1997              | Racionais MC's                                                                                                  |
| 15      | Samba Esquema Novo                         | 1963              | Jorge Ben |
| 16      | Fruto Proibido                             | 1975              | Rita Lee & Tutti Frutti                                                                                         |
| 17      | Racional                                   | 1975              | Tim Maia |
| 18      | Afrociberdelia                             | 1996              | Chico Science & Nação Zumbi                                                                                     |
| 19      | Cabeça Dinossauro                          | 1986              | Titãs |
| 20      | Fa-Tal - Gal A Todo Vapor                  | 1971              | Gal Costa |
| 21      | Dois                                       | 1986              | Legião Urbana                                                                                                   |
| 22      | A Divina Comédia ou Ando Meio Desligado    | 1970              | Os Mutantes |
| 23      | Coisas                                     | 1965              | Moacir Santos                                                                                                   |
| 24      | Roberto Carlos Em Ritmo de Aventura        | 1967              | Roberto Carlos                                                                                                  |
| 25      | Tim Maia                                   | 1970              | Tim Maia |
| 26      | Expresso 2222                              | 1972              | Gilberto Gil |
| 27      | Nós Vamos Invadir sua Praia                | 1985              | Ultraje a Rigor                                                                                                 |
| 28      | Roberto Carlos                             | 1971              | Roberto Carlos                                                                                                  |
| 29      | Os Afro-Sambas                             | 1966              | Baden Powell e Vinicius de Moraes                                                                               |
| 30      | A Dança da Solidão                         | 1972              | Paulinho da Viola                                                                                               |
| 31      | Carlos, Erasmo                             | 1971              | Erasmo Carlos                                                                                                   |
| 32      | Pérola Negra                               | 1973              | Luiz Melodia |
| 33      | Caymmi e Seu Violão                        | 1959              | Dorival Caymmi                                                                                                  |
| 34      | Lóki?                                      | 1974              | Arnaldo Baptista                                                                                                |
| 35      | Estudando o Samba                          | 1976              | Tom Zé |
| 36      | Falso Brilhante                            | 1976              | Elis Regina |
| 37      | Caetano Veloso                             | 1968              | Caetano Veloso                                                                                                  |
| 38      | Maria Fumaça                               | 1977              | Banda Black Rio                                                                                                 |
| 39      | Selvagem?                                  | 1986              | Os Paralamas do Sucesso                                                                                         |
| 40      | Legião Urbana                              | 1985              | Legião Urbana                                                                                                   |
| 41      | Meus Caros Amigos                          | 1976              | Chico Buarque                                                                                                   |
| 42      | Bloco do Eu Sozinho                        | 2001              | Los Hermanos |
| 43      | Refazenda                                  | 1975              | Gilberto Gil |
| 44      | Mutantes                                   | 1969              | Os Mutantes |
| 45      | Raimundos                                  | 1994              | Raimundos |
| 46      | Chaos A.D.                                 | 1993              | Sepultura |
| 47      | João Gilberto                              | 1973              | João Gilberto                                                                                                   |
| 48      | As Aventuras da Blitz                      | 1982              | Blitz |
| 49      | Tim Maia Racional Vol 2                    | 1976              | Tim Maia |
| 50      | Revolver                                   | 1975              | Walter Franco                                                                                                   |
| 51      | Clara Crocodilo                            | 1980              | Arrigo Barnabé                                                                                                  |
| 52      | Cartola                                    | 1974              | Cartola |
| 53      | Novo Aeon                                  | 1975              | Raul Seixas |
| 54      | Refavela                                   | 1977              | Gilberto Gil |
| 55      | Nervos de Aço                              | 1973              | Paulinho da Viola                                                                                               |
| 56      | Amoroso                                    | 1977              | João Gilberto                                                                                                   |
| 57      | Roots                                      | 1996              | Sepultura |
| 58      | The Composer of Desafinado, Plays          | 1963              | Tom Jobim |
| 59      | Canção do Amor Demais                      | 1958              | Elizeth Cardoso                                                                                                 |
| 60      | Gil & Jorge: Ogum, Xangô                   | 1975              | Gilberto Gil e Jorge Ben                                                                                        |
| 61      | Força Bruta                                | 1970              | Jorge Ben |
| 62      | MM                                         | 1989              | Marisa Monte |
| 63      | Milagre dos Peixes                         | 1973              | Milton Nascimento                                                                                               |
| 64      | Show Opinião                               | 1965              | Nara Leão, João do Vale e Zé Kéti                                                                               |
| 65      | Nelson Cavaquinho                          | 1973              | Nelson Cavaquinho                                                                                               |
| 66      | Cinema Transcendental                      | 1979              | Caetano Veloso                                                                                                  |
| 67      | África Brasil                              | 1976              | Jorge Ben |
| 68      | Ventura                                    | 2003              | Los Hermanos |
| 69      | Samba Esquema Noise                        | 1994              | Mundo Livre S/A                                                                                                 |
| 70      | Getz/Gilberto                              | 1963              | João Gilberto, Stan Getz e Tom Jobim                                                                            |
| 71      | Noel Rosa e Aracy de Almeida               | 1950              | Aracy de Almeida                                                                                                |
| 72      | Jardim Elétrico                            | 1971              | Os Mutantes |
| 73      | Angela Ro Ro                               | 1979              | Angela Ro Ro |
| 74      | Õ Blésq Blom                               | 1989              | Titãs |
| 75      | Tim Maia                                   | 1971              | Tim Maia |
| 76      | A Bad Donato                               | 1970              | João Donato |
| 77      | Canções Praieiras                          | 1954              | Dorival Caymmi                                                                                                  |
| 78      | Gilberto Gil                               | 1968              | Gilberto Gil |
| 79      | Álibi                                      | 1978              | Maria Bethânia                                                                                                  |
| 80      | Gal Costa                                  | 1969              | Gal Costa |
| 81      | Psicoacústica                              | 1988              | Ira! |
| 82      | O Inimitável                               | 1968              | Roberto Carlos                                                                                                  |
| 83      | Matita Perê                                | 1973              | Tom Jobim |
| 84      | Qualquer Coisa/Jóia                        | 1975              | Caetano Veloso                                                                                                  |
| 85      | Jovem Guarda                               | 1965              | Roberto Carlos                                                                                                  |
| 86      | Beleléu, Leléu, Eu                         | 1980              | Itamar Assumpção e Banda Isca de Polícia                                                                        |
| 87      | Verde, Anil, Amarelo, Cor-de-Rosa e Carvão | 1994              | Marisa Monte |
| 88      | Nada como um Dia após o Outro Dia          | 2002              | Racionais MC's                                                                                                  |
| 89      | Carnaval na Obra                           | 1998              | Mundo Livre S/A                                                                                                 |
| 90      | Quem é Quem                                | 1973              | João Donato |
| 91      | Cantar                                     | 1974              | Gal Costa |
| 92      | Wave                                       | 1967              | Tom Jobim |
| 93      | Lado B Lado A                              | 1999              | O Rappa |
| 94      | Vivendo e Não Aprendendo                   | 1986              | Ira! |
| 95      | Doces Bárbaros                             | 1976              | Caetano Veloso, Gal Costa, Gilberto Gil e Maria Bethânia                                                        |
| 96      | A Sétima Efervescência                     | 1997              | Júpiter Maçã |
| 97      | Araçá Azul                                 | 1973              | Caetano Veloso                                                                                                  |
| 98      | Elis                                       | 1972              | Elis Regina |
| 99      | Revoluções por Minuto                      | 1985              | RPM |
| 100     | Circense                                   | 1980              | Egberto Gismonti                                                                                                |

## Estatísticas
Destaca-se dentre o Top 10 três álbuns lançados em 1972, incluindo o mais votado Acabou Chorare, do grupo Novos Baianos. Dos 25 melhores discos, 14 foram lançados na década de 1970. Os artistas que emplacaram mais de um álbum na lista são:
- Caetano Veloso, Gilberto Gil (7)
- Gal Costa, Jorge Ben, Os Mutantes, Tom Jobim (5)
- João Gilberto, Roberto Carlos, Tim Maia (4)
- Elis Regina (3)
- Cartola, Chico Buarque, Chico Science & Nação Zumbi, Dorival Caymmi, Ira!, João Donato, Los Hermanos, Legião Urbana, Nara Leão, Maria Bethânia, Marisa Monte, Milton Nascimento, Mundo Livre S/A, Paulinho da Viola, Racionais MC's, Raul Seixas, Sepultura, Titãs, Tom Zé (2)